# Finsternthal
Finsternthal ist ein Ortsteil der Gemeinde Weilrod im hessischen Hochtaunuskreis.

## Geographie
Finsternthal liegt im östlichen Hintertaunus nördlich von Königstein im Taunus zwischen Treisberg, Schmitten im Taunus, Seelenberg, Mauloff, Riedelbach, Neuweilnau und Altweilnau im Usinger Land. Es führen Wanderwege von Finsternthal nach Mauloff, Treisberg, Altweilnau, Neuweilnau. Ferner fließt ein kleiner Bach durch das kleine und harmonische Dorf.
Finsternthal liegt 401 m hoch und ist mit seinen 190 Einwohnern der drittkleinste Ortsteil in Weilrod.

## Geschichte

### Ortsgeschichte
Die älteste bekannte schriftliche Erwähnung von Finsternthal erfolgte 1230/31 als Vinstrindale in einer Schenkungsurkunde des Grafen Heinrich II. von Nassau. Darin schenkte der Graf Finsternthal und andere Dörfer dem Deutschen Orden. Später geriet Finsterthal unter die Herrschaft der Herren von Eppstein, ging dann wieder zurück an die walramischen Linien des Hauses Nassau, zuerst an Nassau-Weilburg, dann Nassau-Usingen. 1895 wurde der Deutsche Hof erbaut.
Im Jahr 1937 baute Finsternthal den Löschwasserteich in ein Freibad um. Heute sind von dem kleinen Becken keine Reste mehr erhalten.
Hessische Gebietsreform (1970–1977)
Im Zuge der Gebietsreform in Hessen fusionierten die bis dahin selbständigen Gemeinden Altweilnau, Finsternthal, Mauloff, Neuweilnau und Riedelbach zum 1. Dezember 1970 auf freiwilliger Basis zur neuen Gemeinde Weilnau, bevor diese Gemeinde am 1. August 1972 mit mehreren bis dahin selbstständigen Gemeinden kraft Landesgesetz zur neuen Großgemeinde Weilrod zusammengeschlossen wurde. Für alle ehemals eigenständigen Gemeinden von Weilrod wurde je ein Ortsbezirk  gebildet.

### Schulgeschichte
Ursprünglich wurden die Kinder aus Finsternthal in Altweilnau unterrichtet, zu dessen Pfarrei Finsternthal gehörte. 1691 wurde ungewöhnlicherweise genehmigt, dass eine Frau in Finsternthal unterrichten sollte: Anna Maria Lehr, die Gattin des Schultheißen Johannes Lehr. Aus dem Jahr 1749 ist der Name des Lehrers Georg Philipp Fischer überliefert. 1817 bildeten Mauloff, Treisberg und Finsternthal einen Schulverband und erbauten 1822/23 eine gemeinsame Schule in Finsternthal. 1846 erbaute Treisberg eine Schule und schied genauso wie Mauloff aus dem Schulverband aus. 1939 wurde die Schule in Finsternthal geschlossen und 1943 der Schulverband aufgrund geringer Schülerzahlen erneuert. Nach dem Krieg wurde die Schule in Finsternthal wiedereröffnet. Die Schulreform von 1964 beendete die Schulgeschichte in Finsternthal. Nun besuchten die Kinder die Mittelpunktgrundschule in Rod an der Weil und die weiterführenden Schulen in Riedelbach, Usingen und Neu-Anspach. Das Schulgebäude in der Straße Am Borngarten wurde am ab 1977 als Gaststätte „Zur alten Schule“ genutzt und ist heute ein Wohnhaus.

### Verwaltungsgeschichte im Überblick
Die folgende Liste zeigt die Staaten und Verwaltungseinheiten, denen Finsternthal angehört(e):
- vor 1806: Heiliges Römisches Reich, Grafschaft/Fürstentum Nassau-Usingen, Amt Usingen
- ab 1806: Herzogtum Nassau,[Anm. 2] Amt Usingen
- ab 1849: Herzogtum Nassau, Kreisamt Idstein[Anm. 3]
- ab 1854: Herzogtum Nassau, Amt Usingen
- ab 1867: Königreich Preußen,[Anm. 4] Provinz Hessen-Nassau, Regierungsbezirk Wiesbaden, Obertaunuskreis[Anm. 5]
- ab 1871: Deutsches Reich, Königreich Preußen, Provinz Hessen-Nassau, Regierungsbezirk Wiesbaden, Obertaunuskreis
- ab 1918: Deutsches Reich (Weimarer Republik), Freistaat Preußen, Provinz Hessen-Nassau, Regierungsbezirk Wiesbaden, Obertaunuskreis
- ab 1886: Deutsches Reich, Königreich Preußen, Provinz Hessen-Nassau, Regierungsbezirk Wiesbaden, Kreis Usingen
- ab 1932: Deutsches Reich, Königreich Preußen, Provinz Hessen-Nassau, Regierungsbezirk Wiesbaden, Obertaunuskreis
- ab 1933: Deutsches Reich, Königreich Preußen, Provinz Hessen-Nassau, Regierungsbezirk Wiesbaden, Landkreis Usingen
- ab 1944: Deutsches Reich, Freistaat Preußen, Provinz Nassau, Landkreis Usingen
- ab 1945: Amerikanische Besatzungszone,[Anm. 6] Groß-Hessen, Regierungsbezirk Wiesbaden, Landkreis Usingen
- ab 1946: Amerikanische Besatzungszone, Land Hessen, Regierungsbezirk Wiesbaden, Landkreis Usingen
- ab 1949: Bundesrepublik Deutschland, Land Hessen, Regierungsbezirk Wiesbaden, Landkreis Usingen
- ab 1968: Bundesrepublik Deutschland, Land Hessen, Regierungsbezirk Darmstadt, Landkreis Usingen
- ab 1971: Bundesrepublik Deutschland, Land Hessen, Regierungsbezirk Darmstadt, Landkreis Usingen, Gemeinde Weilnau[Anm. 7]
- ab 1972: Bundesrepublik Deutschland, Land Hessen, Regierungsbezirk Darmstadt, Hochtaunuskreis, Gemeinde Weilrod[Anm. 8]

## Bevölkerung

### Einwohnerstruktur 2011
Nach den Erhebungen des Zensus 2011 lebten am Stichtag, dem 9. Mai 2011, in Finsternthal 195 Einwohner. Darunter waren 9 (4,6 %) Ausländer.
Nach dem Lebensalter waren 30 Einwohner unter 18 Jahren, 69 zwischen 18 und 49, 51 zwischen 50 und 64 und 45 Einwohner waren älter. Die Einwohner lebten in 87 Haushalten. Davon waren 24 Singlehaushalte, 33 Paare ohne Kinder und 24 Paare mit Kindern, sowie 3 Alleinerziehende und keine Wohngemeinschaften. In 18 Haushalten lebten ausschließlich Senioren und in 54 Haushaltungen lebten keine Senioren.

### Einwohnerentwicklung
| Finsternthal: Einwohnerzahlen von 1834 bis 2020 | Finsternthal: Einwohnerzahlen von 1834 bis 2020 | Finsternthal: Einwohnerzahlen von 1834 bis 2020 | Finsternthal: Einwohnerzahlen von 1834 bis 2020 | Finsternthal: Einwohnerzahlen von 1834 bis 2020 |
| --- | ----------------------------------------------- | ----------------------------------------------- | ----------------------------------------------- | ----------------------------------------------- |
| Jahr |                                                 |                                                 |                                                 | Einwohner                                       |
| 1834 | 1834                                            |                                                 | 171                                             | 171                                             |
| 1840 | 1840                                            |                                                 | 153                                             | 153                                             |
| 1846 | 1846                                            |                                                 | 165                                             | 165                                             |
| 1852 | 1852                                            |                                                 | 151                                             | 151                                             |
| 1858 | 1858                                            |                                                 | 155                                             | 155                                             |
| 1864 | 1864                                            |                                                 | 164                                             | 164                                             |
| 1871 | 1871                                            |                                                 | 159                                             | 159                                             |
| 1875 | 1875                                            |                                                 | 171                                             | 171                                             |
| 1885 | 1885                                            |                                                 | 143                                             | 143                                             |
| 1895 | 1895                                            |                                                 | 151                                             | 151                                             |
| 1905 | 1905                                            |                                                 | 150                                             | 150                                             |
| 1910 | 1910                                            |                                                 | 123                                             | 123                                             |
| 1925 | 1925                                            |                                                 | 122                                             | 122                                             |
| 1939 | 1939                                            |                                                 | 126                                             | 126                                             |
| 1946 | 1946                                            |                                                 | 188                                             | 188                                             |
| 1950 | 1950                                            |                                                 | 182                                             | 182                                             |
| 1956 | 1956                                            |                                                 | 163                                             | 163                                             |
| 1961 | 1961                                            |                                                 | 147                                             | 147                                             |
| 1967 | 1967                                            |                                                 | 164                                             | 164                                             |
| 1970 | 1970                                            |                                                 | 165                                             | 165                                             |
| 1980 | 1980                                            |                                                 | ?                                               | ?                                               |
| 1990 | 1990                                            |                                                 | ?                                               | ?                                               |
| 1999 | 1999                                            |                                                 | 174                                             | 174                                             |
| 2007 | 2007                                            |                                                 | 195                                             | 195                                             |
| 2011 | 2011                                            |                                                 | 195                                             | 195                                             |
| 2015 | 2015                                            |                                                 | 199                                             | 199                                             |
| 2020 | 2020                                            |                                                 | 182                                             | 182                                             |
| Datenquelle: Historisches Gemeindeverzeichnis für Hessen: Die Bevölkerung der Gemeinden 1834 bis 1967. Wiesbaden: Hessisches Statistisches Landesamt, 1968. Weitere Quellen: LAGIS; Gemeinde Weilrod; Zensus 2011 |                                                 |                                                 |                                                 |                                                 |

### Historische Religionszugehörigkeit
| • 1885: | 142 evangelische (= 99,30 %), ein katholischer (= 0,70 %) Einwohner |
| • 1961: | 119 evangelische (= 80,95 %), 22 katholische (= 14,79 %) Einwohner  |

## Politik
Ortsbeirat
Für Finsternthal besteht ein Ortsbezirk (Gebiete der ehemaligen Gemeinde Finsternthal) mit Ortsbeirat und Ortsvorsteher nach der Hessischen Gemeindeordnung.
Der Ortsbeirat besteht aus drei Mitgliedern. Bei den Kommunalwahlen in Hessen 2021 betrug die Wahlbeteiligung zum Ortsbeirat 64,67 %. Dabei wurden gewählt: ein Mitglied der SPD und zwei Mitglieder der „Freien Wählergemeinschaft“ (FWG). Der Ortsbeirat wählte Diana Schöneich (FWB) zur Ortsvorsteherin.

## Kultur und Sehenswürdigkeiten

### Regelmäßige Veranstaltungen
Das jährliche „Backesfest“ der „Backesleut“ im Juni ist das bekannteste Volksfest im Ort. Daneben wird ebenfalls im Jahresrhythmus das Feuerwehrfest der 1932 gegründeten Freiwilligen Feuerwehr abgehalten. Im Wechsel mit Altweilnau lockt alle zwei Jahre ein gemütlicher Weihnachtsmarkt Besucher nach Finsternthal. 

### Kulturdenkmäler
Siehe Kulturdenkmäler in Finsternthal

### Altes Rathaus
Das Alte Rathaus stammt aus dem Jahr 1790. 1993/94 erfolgte die letzte Sanierung. Das dekorative Fachwerkgebäude enthält auch das Backhaus oder mundartlich Backes.

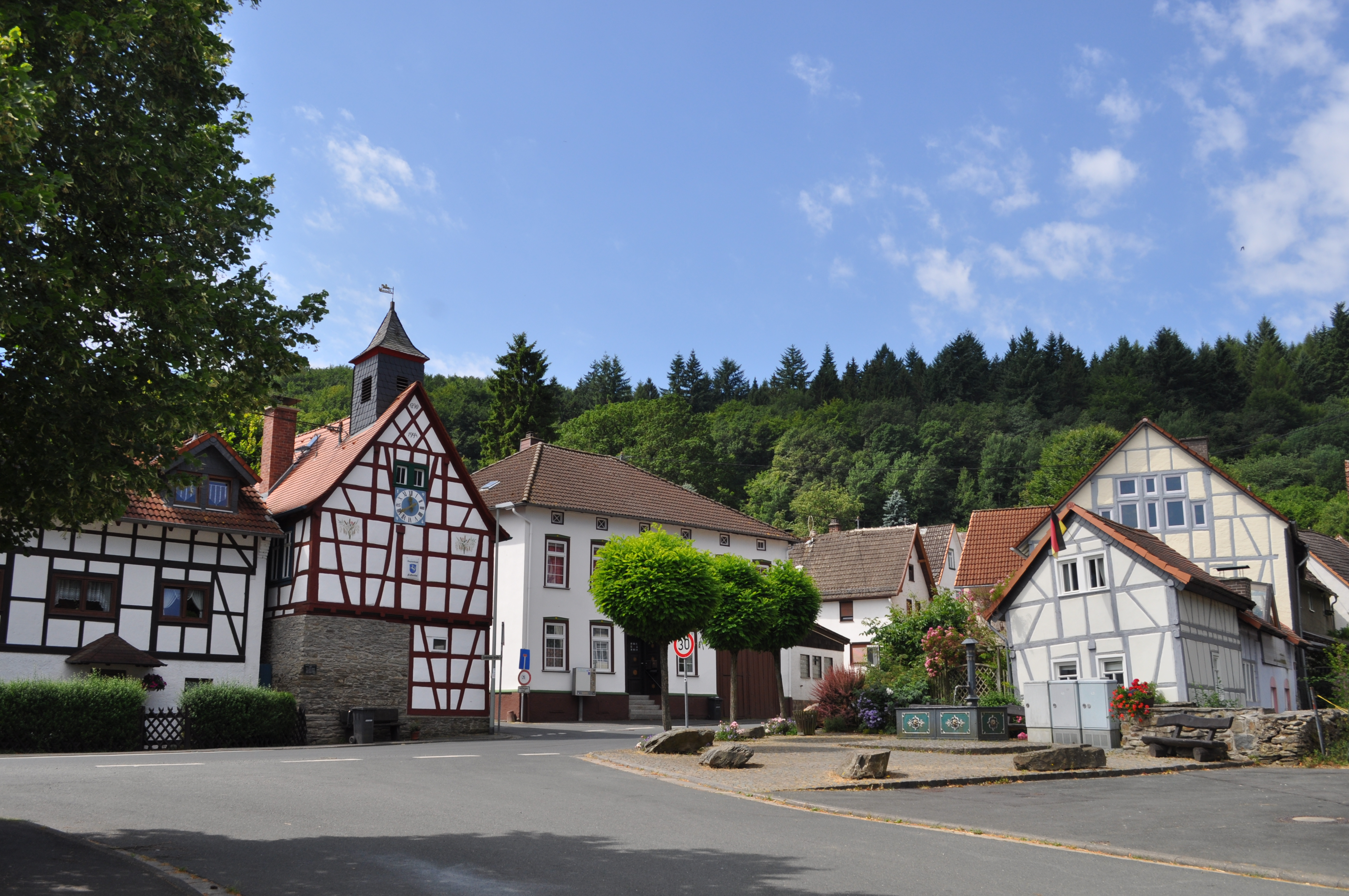
Dorfmitte
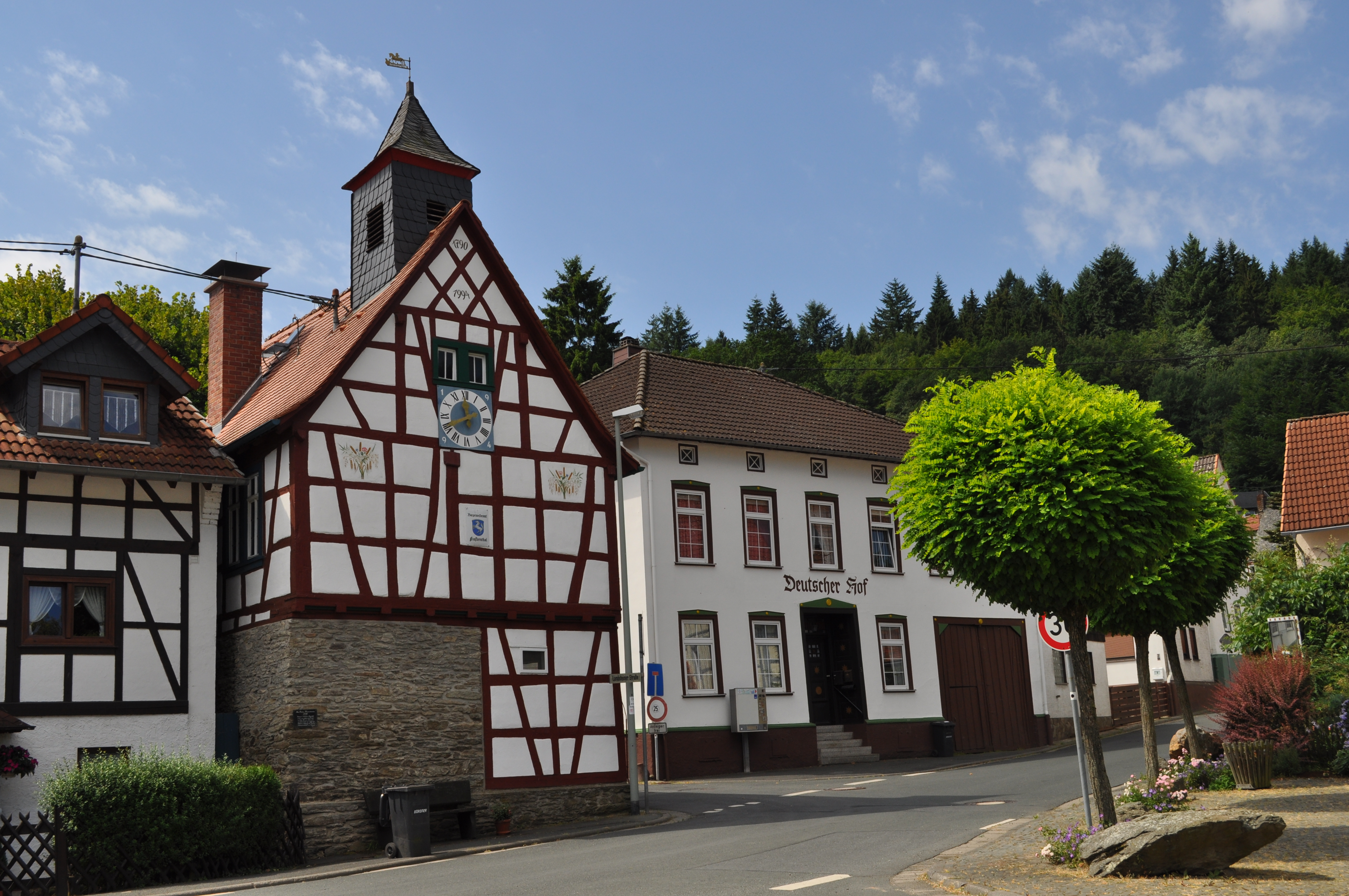
Rathaus
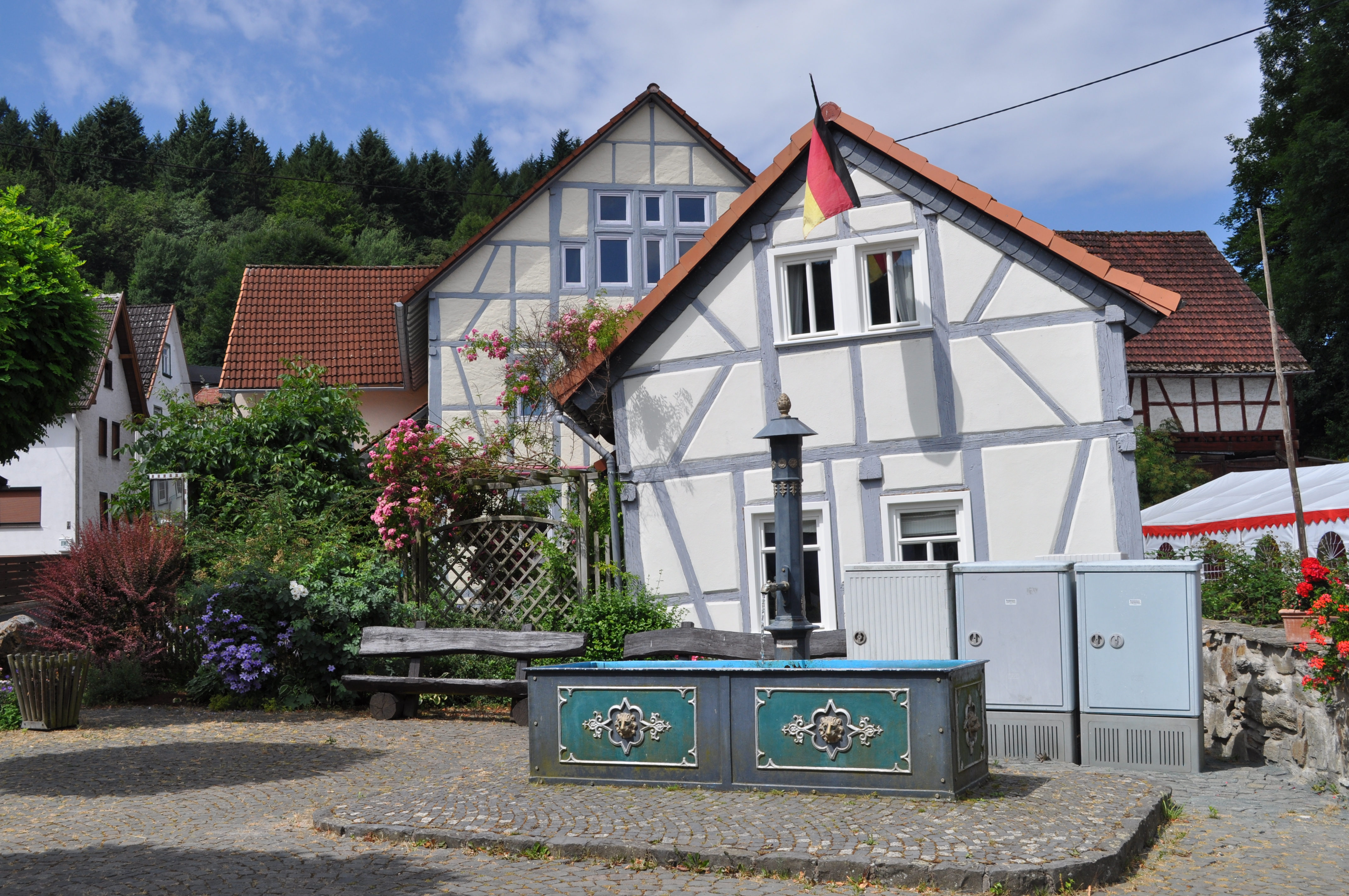
Brunnen

## Verkehr
Finsternthal ist aus Richtung Westen (Idstein, Bad Camberg, Niedernhausen, Bundesautobahn 3), Osten (Usingen, Bad Nauheim, Bundesautobahn 5) sowie Süden (Frankfurt am Main, Bad Homburg vor der Höhe, Oberursel, Bundesautobahn 661) über die Bundesstraße 275 zu erreichen, die durch das benachbarte Riedelbach verläuft. Vom Hauptort Weilrod aus führt die Weiltalstraße (hier Landstraße 3025) an Finsternthal vorbei. Finsternthal selbst liegt an keiner wichtigen Verkehrsader und besitzt daher nur wenig Durchgangsverkehr.
Von Südwesten kommend verläuft die Hochtaunusstraße auf der B 275. Bei Altweilnau-Landstein, etwa zwei Kilometer nordöstlich von Finsternthal, stößt die Bundesstraße auf die Deutsche Alleenstraße, die nun dem Verlauf der B 275 folgt, die Hochtaunusstraße setzt sich aber ab dieser Stelle auf der Landstraße 3041 in Richtung Osten fort.
Von Riedelbach aus verkehrt der Bus 82 über Finsternthal montags bis freitags alle zwei Stunden nach Bahnhof [Neu-Anspach], abends und an Wochenenden ist der Ort nur mit einem Anrufsammeltaxi (AST82) erreichbar.